# Obereopsis varieantennalis
Obereopsis varieantennalis là một loài bọ cánh cứng trong họ Cerambycidae.